# Sóc Nhật Bản
Sóc Nhật Bản, tên khoa học Sciurus lis, là một loài động vật có vú trong họ Sóc, bộ Gặm nhấm. Loài này được Temminck mô tả năm 1844. Chúng là loài đặc hữu của Nhật Bản, sinh sống chính ở các cụm đảo Honshū, Shikoku, và Kyūshū.

## Hình ảnh

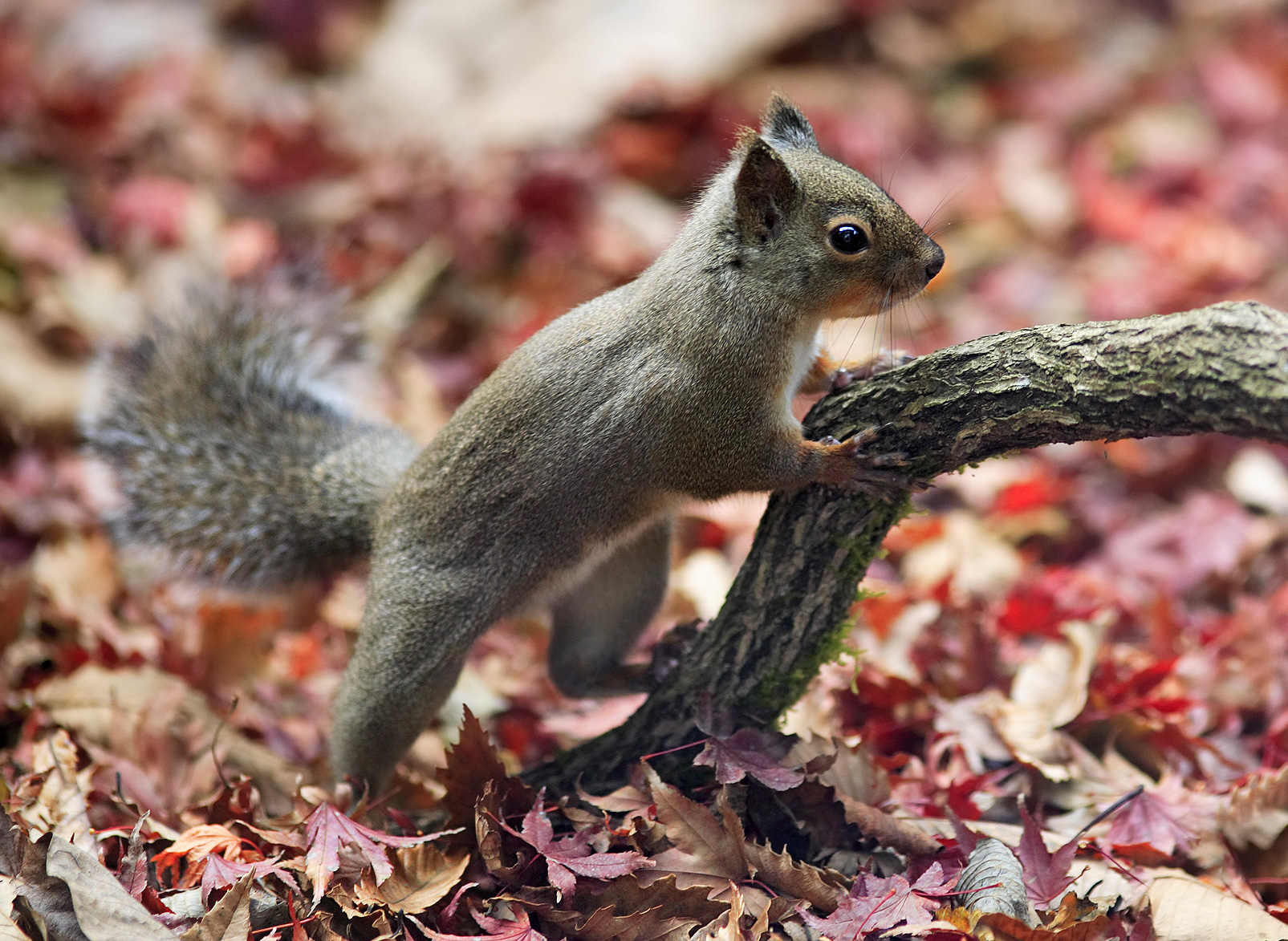
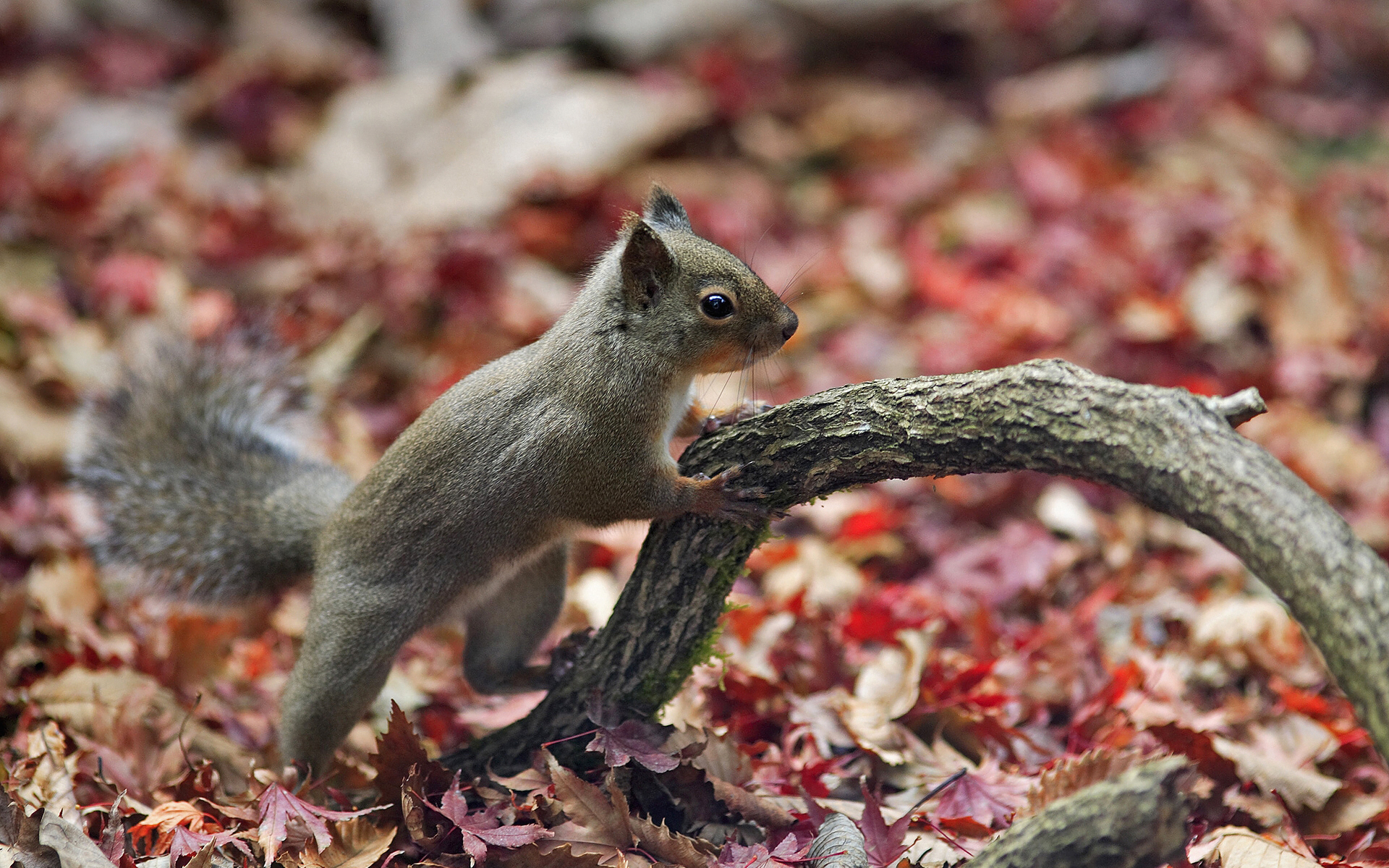
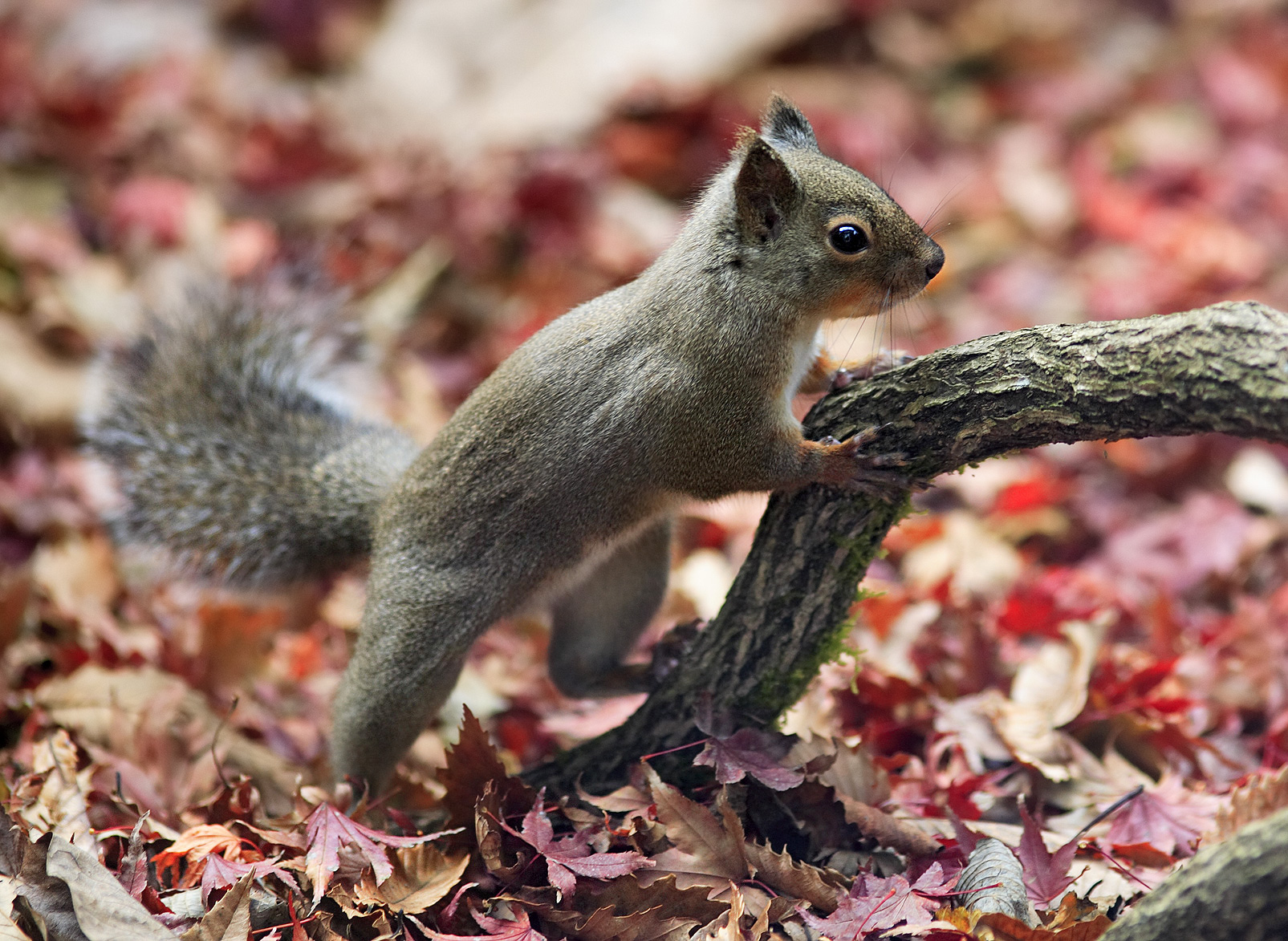
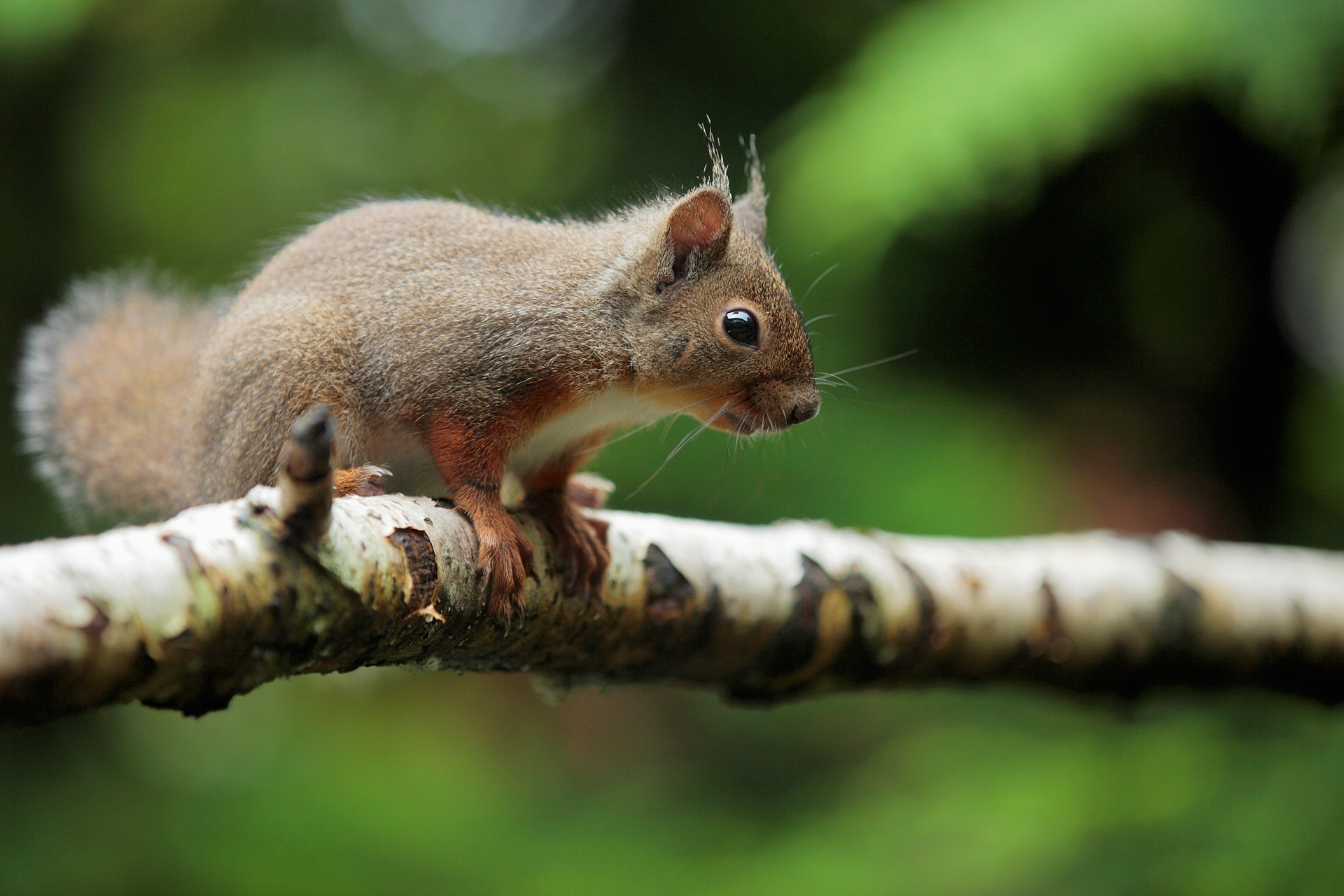